# Isochariesthes flava
Isochariesthes flava es una especie de escarabajo longicornio del género Isochariesthes, tribu Tragocephalini, subfamilia Lamiinae. Fue descrita científicamente por Fiedler en 1939.
Se distribuye por Camerún y Gabón. Mide aproximadamente 5-7 milímetros de longitud.